# Cleebourg
Cleebourg (deutsch Kleeburg) ist eine französische Gemeinde mit 640 Einwohnern (Stand 1. Januar 2021) im Département Bas-Rhin in der Europäischen Gebietskörperschaft Elsass und in der Region Grand Est. Am 1. Januar 1973 wurde das südlich gelegene Dorf Bremmelbach eingemeindet. Die Gemeinde ist Mitglied der Communauté de communes du Pays de Wissembourg und hat einen Anteil am Biosphärenreservat Pfälzerwald-Vosges du Nord.

## Wappen
Wappenbeschreibung: In Silber ein dreiblättriges grünes Kleeblatt.

## Geschichte
Der Ort wurde im Jahr 1203 als Kleeberg erstmals schriftlich erwähnt.
Johann Kasimir von Zweibrücken kaufte 1617 das Gebiet von Kleeburg und Umgebung von seinem Bruder Johann II. von Pfalz-Zweibrücken-Veldenz und heiratete hier Katharina Wasa, die Schwester von Gustav II. Adolf, König von Schweden. Das erste Kind des Paares starb kurz nach der Geburt. Das Paar floh vor dem Dreißigjährigen Krieg nach Schweden, wo 1622 Karl Gustav geboren wurde, der spätere Karl X. Gustav von Schweden. Seither werden die Dörfer Cleebourg, Hofen, Hunspach, Rott und Steinseltz sowie Birlenbach, Bremmelbach und Keffenach auch „Schwedendörfer“ genannt.

## Bevölkerungsentwicklung
| 1962 | 1968 | 1975 | 1982 | 1990 | 1999 | 2006 | 2018 |
| ---- | ---- | ---- | ---- | ---- | ---- | ---- | ---- |
| 633  | 638  | 623  | 597  | 584  | 636  | 673  | 693  |

## Persönlichkeiten
- Carl Friedrich Heintz (1802–1868), deutscher Politiker
- Ludwig Häusser (1818–1867), deutscher Historiker und Politiker
- Maria Michel, geborene Heitz (1826–1915), deutsche Schriftstellerin

Nach Kleeburg (Cleebourg) ist die Linie Pfalz-Zweibrücken-Kleeburg der Herzöge und Pfalzgrafen von Pfalz-Zweibrücken benannt, die im Amt Kleeburg residierte.

## Wirtschaft
In Cleebourg ist die Winzergenossenschaft Cave Vinicole de Cléebourg ansässig.